# Урбино
Урбино (итал. Urbino) је познати мали град у средишњој Италији. Град је трећи по величини град округа Пезаро и Урбино у оквиру италијанске покрајине Марке.
Град Урбино је много чувенији у односу на данашњу величину, пре свега због своје изванредне старе архитектуре и богате културне заоставштине. У време Ренесансе град је доживео нагли процват. Најзначајнији ренесансни владари Урбина били су Федерико да Монтефелтро (1422 – 1482) и његов син Гвидобалдо да Монтефелтро (1472 – 1508). Све ово довело је до тога да се Урбино стави на списак Светске културне баштине УНЕСКОа.
Град има и веома стар универзитет - Универзитет у Урбину је основан 1564. г. 

## Географија
Град Урбино налази се у средишњем делу Италије, у области североисточних Апенина. Јадранско море налази се свега 25 км источно, где је и смештен град Пезаро, средиште датог округа и први већи град Урбину. Град је смештен на веома покренутом терену, што га додатно чини занимљивијим и сликовитијим.

## Историја
Мали град Римског царства Urvinum Mataurense (лат. „мали град на реци Матаурус“) постао је важна тврђава у доба Готских ратова у 6. веку. Готи су заузели град 538. године. Крајем 12. или почетком 13. века Урбино је постао посед племићке породице Монтефелтро. Против ње су грађани подигли побуну 1228. године, уз помоћ оближњег Риминија, али је до 1234. године побуна угушена. У неколико будућих векова захваљујући положају управног средишта датог властелинства Урбино је добио низ велелепних палата и цркава, а град је био и културно и уметничко средиште. У 17. веку град је изгубио самосталност и почео пропадати. Урбино до данас није повратио некадашњу славу, али је последњих деценија оживео као прворазредно туристичко средиште у Италији.

## Географија
| Клима (Урбино)             | Клима (Урбино) | Клима (Урбино) | Клима (Урбино) | Клима (Урбино) | Клима (Урбино) | Клима (Урбино) | Клима (Урбино) | Клима (Урбино) | Клима (Урбино) | Клима (Урбино) | Клима (Урбино) | Клима (Урбино) | Клима (Урбино) |
| Показатељ \ Месец          | .Јан.          | .Феб.          | .Мар.          | .Апр.          | .Мај.          | .Јун.          | .Јул.          | .Авг.          | .Сеп.          | .Окт.          | .Нов.          | .Дец.          | .Год.          |
| -------------------------- | -------------- | -------------- | -------------- | -------------- | -------------- | -------------- | -------------- | -------------- | -------------- | -------------- | -------------- | -------------- | -------------- |
| Средњи максимум, °C (°F)   | 6,6 (43,9)     | 7,4 (45,3)     | 10,9 (51,6)    | 14,6 (58,3)    | 19,6 (67,3)    | 24,2 (75,6)    | 27,1 (80,8)    | 26,2 (79,2)    | 22,1 (71,8)    | 16,2 (61,2)    | 11,3 (52,3)    | 7,8 (46)       | 27,1 (80,8)    |
| Средњи минимум, °C (°F)    | 0,4 (32,7)     | 1,1 (34)       | 3,6 (38,5)     | 6,4 (43,5)     | 10,2 (50,4)    | 14,4 (57,9)    | 16,9 (62,4)    | 16,5 (61,7)    | 13,5 (56,3)    | 9,0 (48,2)     | 4,8 (40,6)     | 1,6 (34,9)     | 0,4 (32,7)     |
| Количина падавина, mm (in) | 54 (21,3)      | 59 (23,2)      | 69 (27,2)      | 67 (26,4)      | 70 (27,6)      | 58 (22,8)      | 46 (18,1)      | 69 (27,2)      | 69 (27,2)      | 88 (34,6)      | 99 (39)        | 66 (26)        | 814 (320,6)    |
| [ тражи се извор ]         |                |                |                |                |                |                |                |                |                |                |                |                |                |

## Становништво
Према резултатима пописа становништва 2011. у општини је живело 15.501 становника.
| 1931.  | 1936.  | 1951.  | 1961.  | 1971.  | 1981.  | 1991.  | 2001.  | 2011.  |
| ------ | ------ | ------ | ------ | ------ | ------ | ------ | ------ | ------ |
| 20.772 | 22.248 | 22.986 | 18.874 | 16.236 | 15.917 | 15.114 | 15.270 | 15.501 |

Урбино данас има преко 15.000 становника (бројчано трећи град у округу), махом Италијана. Ово је знатно мање од некадашњег броја.

## Градске знаменитости
Захваљујући томе што је Урбино био неколико протеклих векова слабо развијен и мање значајан него у ранијим вековима град је се сачувао у потпуности - и улице и тргови и фасаде и унизтрашњост грађевина. Урбино је данас прави „музеј на отвореном“:
- Војводска палата (Palazzo ducale): Резиденција војвода Урбина је најзначајнији архитектонски споменик у граду. Подигнута је за време владавине Федерика де Монтефелтра. Познато је да су радови отпочети на темељима старије утврде, по нацртима фирентинског архитекте Маса ди Бартоломеа. Међутим, главну улогу убрзо је преузео Лучано Лаурана (познат и као Луцијан Мартинов Врањанин), архитекта рођен у месту Врана крај Задра. По његовом одласку из Урбина рад на дворцу наставио је Франческо ди Ђорђо Мартини из Сијене, архитекта, инжињер, сликар, вајар и теоретичар архитектуре. У 20. веку, зграда је служила за рад локалних органа власти. Касније је претворена у музеј старина и архив уметничких дела. Данас се у њој чувају дела Паола Учела, Пјера дела Франческа, Педра Беругетеа, Јустуса ван Гента, Ђованија Сантија, Рафаела Сантија, Тицијана Вечелија и многих других стваралаца.
- Катедрала (Duomo): Катедрала се урушила 1801. Сачуван је само један њен део (сакристија). На готичкој Цркви светог Доменика налази се репрезентативни рељеф Луке дела Робија из 1449.

## Познате личности
- Донато Браманте, ренесансни архитекта
- Рафаел Санти, ренесансни сликар
- Валентино Роси, мотоциклистички ас

## Партнерски градови
- Казањ
- Блоа
- Генган

## Галерија
- Градске зидине са улазном капијом
- Војводска палата и катедрала
- Главни трг - Трг Војводе Федерика
- Градска катедрала
- Црква св. Фрање